# Wilhelm Krantz
Johann Wilhelm Krantz (gen. Müller) (* 16. November 1791 in Wethen; † 2. April 1844 ebenda) war ein deutscher Gutsbesitzer, Richter und Politiker.

## Leben
Krantz war der Sohn des Landwirts Johann Friedrich Krantz (* 25. Februar 1748 (Taufe) in Wethen; † 10. Februar 1815 ebenda) und dessen Ehefrau Susanna Catharina geborene Budde (* um 1762/64 auf der Huxmühle bei Wrexen; † 17. Januar 1821 in Wethen). Er war evangelisch und heiratete am 24. April 1814 in Wethen seine Cousine Catharina Elisabeth Krantz (* 3. April 1790 in Wethen; † 9. Oktober 1844 ebenda), die Tochter des Landwirts Gottfried Samuel Krantz und der Wilhelmina Elisabeth Thöne.
Krantz lebte als Ackermann (1814) und Gutsbesitzer (1844) in Wethen. Dort war er von 1817 bis 1844 Richter. Vom 30. Juni 1823 bis zu seinem Tod am 2. April 1844 war er Mitglied des Landstandes des Fürstentums Waldeck. Er wurde für den Bauernstand im Oberjustizamt der Diemel gewählt. Nach seinem Tod wurde Henrich Kraushaar als Abgeordneter gewählt.